# Coquillettia foxi
Coquillettia foxi är en insektsart som beskrevs av Van Duzee 1921. Coquillettia foxi ingår i släktet Coquillettia och familjen ängsskinnbaggar. Inga underarter finns listade i Catalogue of Life.